# EM Strasbourg Business School

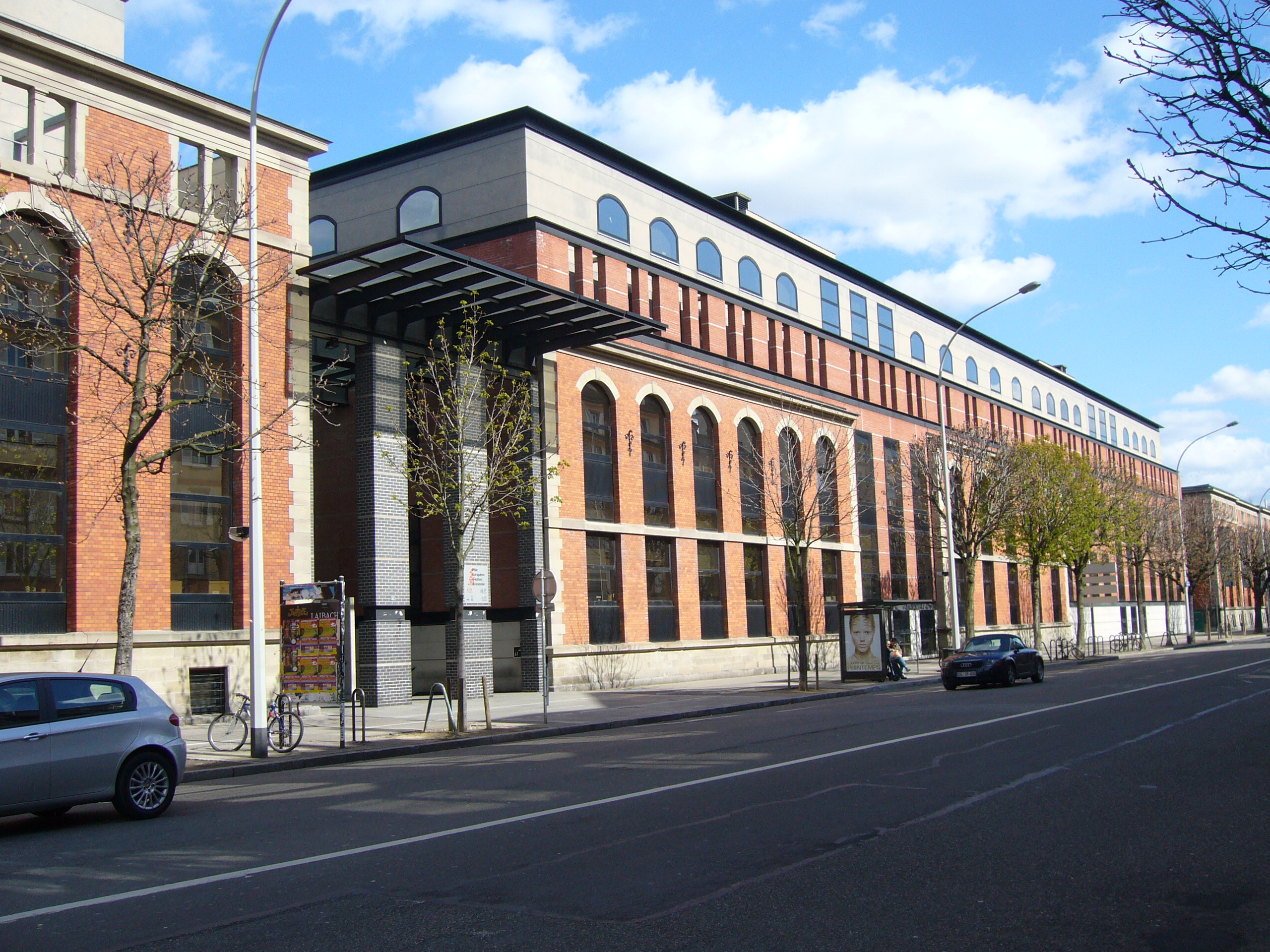
École de Management Strasbourg

EM Strasbourg Business School ist eine französische Wirtschaftshochschule in Straßburg. Sie wurde 1919 auf Initiative der Industrie- und Handelskammer Straßburg gegründet und ist der drittgrößte Teilbereich der Universität Straßburg.
Seit 2000 hat die EM Strasbourg den Status einer Grande école und gehört damit zu Frankreichs prestigereichsten und angesehensten Business Schools. In aktuellen „Rankings“ ist die Hochschule unter den fünfzehn besten ihrer Klasse zu finden.
Die geografische Lage Straßburgs im Herzen Europas mitsamt ihren europäischen Institutionen haben der EM Strasbourg von Anfang an eine internationale Ausrichtung verliehen. Dies schlägt sich in den weltweit über 200 Partneruniversitäten und einem für Studenten des Programms Grande école verpflichtenden Studienjahr im Ausland nieder. Unter den deutschen Partnerhochschulen befinden sich u. a. die Universität Hamburg sowie die Kühne Logistics University Hamburg, die Universität Tübingen, die Universität Erlangen-Nürnberg, die ESB Business School Reutlingen sowie die Technische Universität Dresden.

## Geschichte
- 1919 wurde die IECS von der Chambre de commerce et d’industrie de Strasbourg et du Bas-Rhin (CCI) gegründet.
- 1956 wurde die IECS zu einem Teil der Universität Straßburg. Sie ist somit eine der ersten Wirtschaftshochschulen Frankreichs, die an eine öffentliche Universität angegliedert wurde.
- Zusammen mit dem Instituts d'administration des entreprises (IAE) bezog die IECS 1999 das völlig renovierte Gebäude der Pôle européen de gestion et d’économie (PEGE), ein ehemaliges Militärgebäude in Backsteinbauweise unweit des Campus der Universität Straßburg.
- Im Jahre 2000 erhielt die IECS den Status einer Grande école.
- 2007 fusionierte die IECS mit dem Instituts d’administration des entreprises (IAE), hierdurch entstand die gegenständliche Bildungseinrichtung.

## Studienprogramm
Es werden wirtschaftswissenschaftliche Studiengänge mit Spezialisierungsmöglichkeiten angeboten, darunter das Programm Grande école, Master-Programme, Executive MBA-Programme, Bachelor-Studien, Teilzeitstudiengänge bis hin zu Doktoranden-Programmen.

### Programm Grande école
Das Programm Grande école umfasst drei Regel-Studienjahre, wovon eines davon obligatorisch im Ausland an einer der Partneruniversitäten verbracht werden muss. Die Immatrikulation setzt im Regelfall eine abgeschlossene zweijährige Vorbereitungsklasse (Classe préparatoire) und das Bestehen einer sehr selektiven Aufnahmeprüfung voraus.
Studierende dieses Programms können unter folgenden Spezialisierungsmöglichkeiten wählen:
- Marketing
- Finanzen und Banken
- Rechnungswesen
- International Purchasing
- Supply Chain Management
- Entrepreneuriat
- International & European Business (Vorlesungssprache: Englisch)

Zudem werden duale Studiengänge mit integrierter Praxisphase Apprentissage angeboten.

### Weitere Studiengänge
Die EM Strasbourg bietet folgende Masterstudiengänge (in Voll- und Teilzeit) an:
- Audit Financier et Opérationnel (Vorlesungssprache: Französisch)
- Contrôle de Gestion (Vorlesungssprache: Französisch)
- SME entrepreneurship
- Business engineering
- Fight against organised crime
- Public management and administration
- Business management and administration
- Management - MAE research cycle
- Management of health organisations
- Marketing and Market focus
- Master in European Business Studies (Doppeldiplom mit der ESB Reutlingen; Vorlesungssprachen: Deutsch, Englisch und Französisch)
- Event marketing and management
- Fraud and money laundering prevention
- Human resources

Weiterhin können folgende Executive MBA-Programme gewählt werden:
- EMBA in Sustainable Development
- EMBA in Hospital Management
- EMBA in Retail pharmacy Management
- EMBA in the Management of sports organisations in Europe

Aufgrund der Verbindung zur Universität Straßburg können außerdem folgende Universitätsdiplome (DU) erworben werden:
- DU in professional support Management
- DU in logistical systems Management
- DU in Diversity manager
- DU in Islamic Finance

## Partnerschaften und Netzwerke
Neben über internationalen 200 Partneruniversitäten pflegt die Business School gute Kontakte mit rund 200 Partnerunternehmen, die im Rahmen des 
Programms E.M.Strasbourg-Partenaires eingebunden werden und regelmäßig Konferenzen in der Schule über aktuelle Wirtschaftsthemen halten. Außerdem engagiert sich die EM Strasbourg als Mitorganisator des Forum Alsace Tech sowie des deutsch-französischen Forums.